# Wśród obcych (powieść)
Wśród obcych (tyt. oryg. Among Others) – powieść fantasy walijskiej pisarki Jo Walton. Wydana w 2011 r. przez wydawnictwo Tor Books (ISBN 978-0-7653-2153-4), a w Polsce w 2013 r. przez Akurat w tłumaczeniu Izabeli Mikszy i Marka S. Nowowiejskiego (ISBN 978-83-7758-450-7).
Powieść zdobyła nagrodę Nebula w 2011 oraz Hugo i British Fantasy Award w 2012, a także Nagrodę im. Kurda Lasswitza w 2014; była także nominowana do Nagrody World Fantasy.

## Fabuła
W wypadku samochodowym okaleczona zostaje kilkunastoletnia Mor, a jej siostra bliźniaczka ginie. Dziewczynka, unikając toksycznej matki, trafia do szkoły z internatem, gdzie szuka remedium na swoją samotność i zagubienie wśród wróżek, towarzyszek dziecięcych zabaw.